# 5248 Scardia
Az 5248 Scardia (ideiglenes jelöléssel 1983 GQ) a Naprendszer kisbolygóövében található aszteroida. Henri Debehogne, G. DeSanctis fedezte fel 1983. április 6-án.